# Калиновские Выселки
Калиновские Выселки — деревня в Серпуховском районе Московской области России. Входит в состав Дашковского сельского поселения (до 29 ноября 2006 года входила в состав Калиновского сельского округа). Расположена примерно в 7 км (по шоссе) на запад от Серпухова, на левом берегу реки Сухменки, правом притоке реки Оки, высота центра деревни — 128 м над уровнем моря. На 2016 год в деревне зарегистрировано 7 садоводческих товариществ. Калиновские Выселки связаны автобусным сообщением с райцентром и соседними населёнными пунктами.

## Население
| 2002 | 2006 | 2010 | 2015 |
| ---- | ---- | ---- | ---- |
| 18   | ↗22  | ↗33  | ↘23  |